# Nationaal Archief Suriname
Het Nationaal Archief Suriname is de nationale archiefinstelling van de Republiek Suriname.

## Geschiedenis van het archief
Onder Nederlands bestuur werden in 1951 het "Centraal Archief" en de "Binderij" opgericht bij het departement van Binnenlandse Zaken. Later, op 10 november 1956, werd met de Regeling Landsarchiefdienst het Landarchief officieel opgericht.
In 1982 werd het Staatsarchief opgericht als onderdeel van het Ministerie van Onderwijs. In 1989 gingen het Staatsarchief en de Landarchiefdienst samen als Landsarchief. Het Landsarchief werd ten slotte met ingang van de nieuwe archiefwet in 2006 omgevormd tot het Nationaal Archief Suriname.
Op 12 april 2010 verhuisde het NAS naar het nieuwe gebouw aan de Jagernath Lachmonstraat.

## Collecties
Het Nationaal Archief Suriname beheert diverse archieven die betrekking hebben op Suriname. Met name van de diverse overheidsinstellingen en hun voorgangers, zowel uit de koloniale tijd als uit de tijd van de Republiek Suriname, maar ook van particulieren, notarissen en kranten. Men vindt met name archieven na 1845. Archiefbescheiden van voor die tijd zijn aan het begin van de twintigste eeuw door het Nederlandse Ministerie van Koloniën naar Nederland overgebracht. Deze archieven zijn te raadplegen bij het Nederlandse Nationaal Archief. Archieven uit de Engelse tijd (1804-1816) vindt men in Groot-Brittannië. Verder zijn bij diverse grote branden in het verleden delen van de collectie verloren gegaan.
In 2021 schonk de familie Ferrier het archief van de eerste president, Johan Ferrier, over aan het Nationaal Archief. Het archief bevat ook de Surinaamse slavenregisters.

## Gedenktekens
| Artikel                             | Type       | Omschrijving                                   | Foto | Kunstenaar     | Onthulling |
| ----------------------------------- | ---------- | ---------------------------------------------- | ---- | -------------- | ---------- |
| Plaquette van het Nationaal Archief | Plaquette  | inauguratie van het Nationaal Archief Suriname |      | onbekend       | 2010       |
| Borstbeeld van André Loor           | borstbeeld | André Loor, historicus                         |      | Erwin de Vries | 2012       |